# Philippe de France (1116-1131)
Pour les articles homonymes, voir Philippe de France.
Philippe de France, né le 29 août 1116 et mort à Paris le 13 octobre 1131, est le fils aîné de Louis VI le Gros et d'Adèle de Savoie. Il est sacré et associé à son père en 1129 mais meurt accidentellement deux ans et demi plus tard.

## Biographie

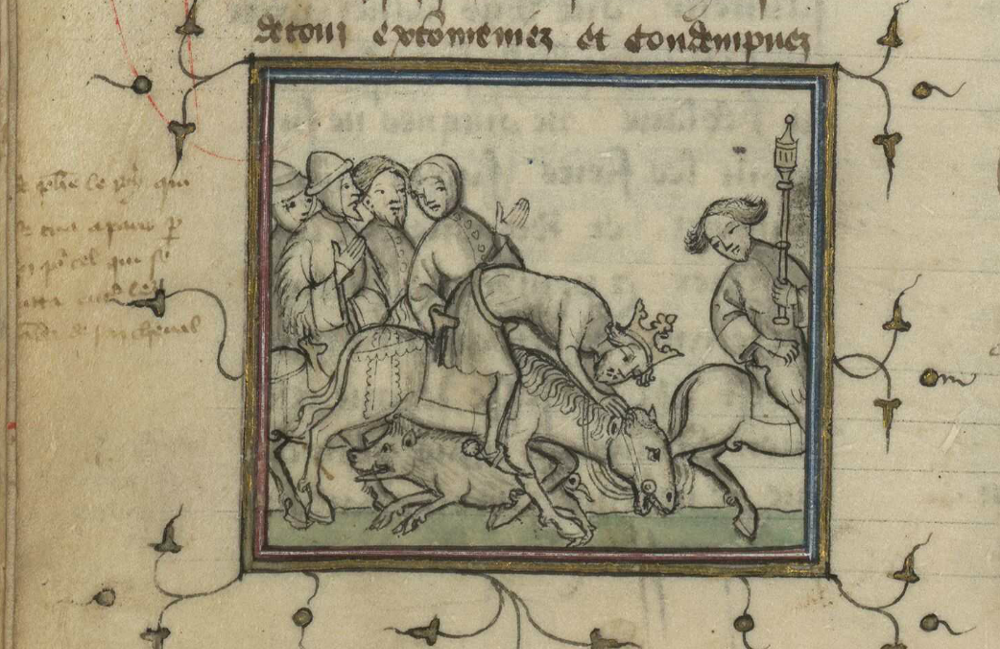
Enluminure représentant la mort accidentelle de Philippe de France.

Dans l’idée d'assurer la continuité dynastique capétienne, Philippe est désigné comme le successeur de son père à Senlis à l'occasion de la fête de Pâques 1120, alors qu’il n'a que quatre ans. À l'âge de treize ans, il est ensuite associé à son père sur le trône de France et sacré à Reims le dimanche 14 avril 1129 par l’archevêque Renaud de Martigné.
Le 13 octobre 1131, alors qu'il se déplace à cheval dans Paris, rue du Martroi-Saint-Jean selon l'historien Henri Martin, à l'occasion d'un rassemblement de l'ost royal réuni pour combattre les seigneurs de Vexin, un porc affolé se jette au pied de sa monture qui se cabre, le fait tomber et l'écrase lourdement. Transporté dans une maison voisine, Philippe meurt peu après de ses blessures. Il semble que cet accident soit à l’origine de l’interdiction de la divagation des porcs dans les rues de Paris.
Philippe est inhumé le 17 octobre à Saint-Denis et rapidement remplacé par son frère, Louis VII, qui, âgé de onze ans, est sacré sur les conseils de Suger dès le 25 octobre.
Le médiéviste Michel Pastoureau a consacré un ouvrage complet à la mort peu familière de ce roi, où il suggère qu'elle a eu des conséquences importantes sur l'histoire de France. Selon son interprétation, cette mort aurait poussé sur le trône un roi médiocre, peu préparé au gouvernement, là où Philippe semblait à l'inverse avoir des dispositions. Enfin, cette mort déshonorante pour la dynastie, à cause d'un animal domestique considéré comme sale et impur, aurait poussé son père et les dynastes suivants, à choisir comme emblème dynastique la sainte Vierge et ses attributs : la fleur de lys et le bleu, ce dernier devenant la couleur de la France par excellence, survivant même à la Révolution. Sans toutefois convaincre, cette proposition séduit des universitaires comme Dominique Goy-Blanquet, spécialiste du Moyen Âge européen, pour qui « à défaut d’être convaincant, l’argument sert de prétexte à des pages comme toujours riches et variées » ou Ariel Suhamy, maître de conférences, qui écrit « l’hypothèse du cochon est mieux que vraie, elle est vraisemblable ».

### Sources primaires
- Orderic Vital, Histoire ecclésiastique, livre 13. (Éd. de Paris, 1855, t. 5, p. 26).
- Suger, Vie de Louis-le-Gros, chap. 21. Consultable sur Gallica.
- Gautier Map, De nugis curialium.

### Illustrations
- Ms 677 fo 67 vo et Ms 854 de la Bibliothèque municipale de Besançon.